# 黃卷 (隆慶進士)
黃卷（1538年—？），字翰伯，廣東廣州府新會縣民籍順德縣人，明朝政治人物。

## 生平
嘉靖四十三年（1564年）甲子科廣東鄉試第五十三名舉人。隆慶二年（1568年）中式戊辰科會試第二百七十三名，三甲第一百九十三名進士。由户部郎中出爲廣南府知府。

## 家族
曾祖黃二祖；祖父黃辛成；父黃浩然，母周氏。慈侍下。弟黄起。